# Вулька-Мечиславська
Вулька-Мечиславська (пол. Wólka Mieczysławska) — село в Польщі, у гміні Фірлей Любартівського повіту Люблінського воєводства.
Населення — 132 особи (2011).

## Демографія
Демографічна структура станом на 31 березня 2011 року:
|          | Загалом | Допрацездатний вік | Працездатний вік | Постпрацездатний вік |
| -------- | ------- | ------------------ | ---------------- | -------------------- |
| Чоловіки | 70      | 16                 | 47               | 7                    |
| Жінки    | 62      | 9                  | 36               | 17                   |
| Разом    | 132     | 25                 | 83               | 24                   |